# Альваро, Коррадо
Коррадо Альваро (итал. Corrado Alvaro; 15 апреля 1895, Сан-Лука — 11 июня 1956, Рим) — итальянский прозаик, поэт, журналист, театральный критик, сценарист, переводчик.

## Биография
Родился в Калабрии в семье учителя. Учился в иезуитских школах Рима и Умбрии. В 1919 году окончил Миланский университет. С 1917 года работал журналистом и литературным критиком в газетах Болоньи и Милана. Сотрудничал с газетами: «Коррьере делла сера», «Мондо», «Стампа» и др.
Участник Первой мировой войны, офицер итальянской армии. Получил ранение обеих рук. После окончания войны был корреспондентом либеральной газеты «Il mondo» в Париже. В 1925 году поддержал «Манифест антифашистской интеллигенции» («Manifesto degli intellettuali antifascisti») философа Бенедетто Кроче.
В конце 1920-х годов, когда режим Муссолини набрал полную силу, Альваро — приверженец антифашистских взглядов — покинул Италию и перебрался в Берлин. На время ему пришлось оставить журналистику.
В 1930-х годах путешествовал по Западной Европе, Ближнему Востоку, посетил Советский Союз. Свои наблюдения опубликовал в ряде статей, эссе и книг путевых заметок. В 1938 году издал книгу L’uomo è forte, написанную после пребывания в СССР в защиту прав личности в условиях гнета тоталитаризма.
В 1948 году Альваро вместе с Л. Биджаретти и Ф. Йовине основал Профсоюз писателей.
После Второй мировой войны Альваро вернулся в Италию. Вновь работал в крупных ежедневных газетах в качестве корреспондента, театрального и кинокритика, редактора. В 1947 году был избран секретарём Итальянской ассоциации писателей. Этот пост он занимал до своей смерти в 1956 году.

## Творчество
Военной теме Альваро посвятил сборник стихов «Поэзия в хаки» (1917). В это же время изучал лучшие образцы европейской культуры. В 1921 году Альваро опубликовал свой первый роман «Человек в лабиринте» (L’Uomo Nel Labirinto), в котором исследует рост итальянского фашизма в 1920-е годы. Роман свидетельствует о глубоком проникновении автора в мир Пиранделло и Джойса.
В 1930 увидела свет повесть «Люди из Аспромонте», в которой автор реалистично изобразил жизнь крестьян Калабрии в годы фашистского режима в Италии. Роман «Недолгая юность» (1946) отличает утонченный психологизм. В 1949 им создана драма «Долгая ночь Медеи». Книга «Почти вся жизнь» (1954) — дневник писателя за 1927—1947 годы.
Позже в творчестве Альваро (под влиянием Пруста) развивается и обостряется тенденция к утонченному психологизму (в романе «Короткая юность» и в опубликованных посмертно романах «Мастранджелина» и «Все это было»).
В последние годы работал над рассказами, многочисленными статьями и очерками, переводил Л. Толстого и Шекспира. В 1960 и 1961 посмертно были опубликованы романы «Мастранджелина» и «Все случилось».
Альваро — автор ряда киносценариев, в том числе фильмов «Трагическая охота» (1947) и «Горький рис» (номинация на премию «Оскар» 1951 года).

## Избранная библиография
- Polsi, nell’arte, nella leggenda, e nella storia (1912)
- Poesie grigioverdi (1917)
- La siepe e l’orto (1920)
- L’uomo del labirinto (1926)
- L’amata alla finestra (1929)
- Vent’anni (1930)
- Gente in Aspromonte («Люди из Аспромонте», 1930, в 1931 получила премию газеты La Stampa)
- La signora dell’isola; racconti (1931)
- Maestri del diluvio; viaggio nella Russia sovietica (1935)
- L’uomo è forte (1938, в 1940 получила премию Национальной академии Италии)
- Incontri d’amore (1940)
- Viaggio in Russia (1943)
- L’età breve (1946)
- Lunga notte di Medea, tragedia in due tempi (1949)
- Quasi una vita. Giornale di uno scrittore (1950, в 1951 удостоен Премии Стрега)
- Il nostro tempo e la speranza. Saggi di vita contemporanea (1952)
- Un fatto di cronaca. Settantacinque racconti (1955)
- Colore di Berlino. Viaggio in Germania (2001)